# Europäische Route der Friedhofskultur

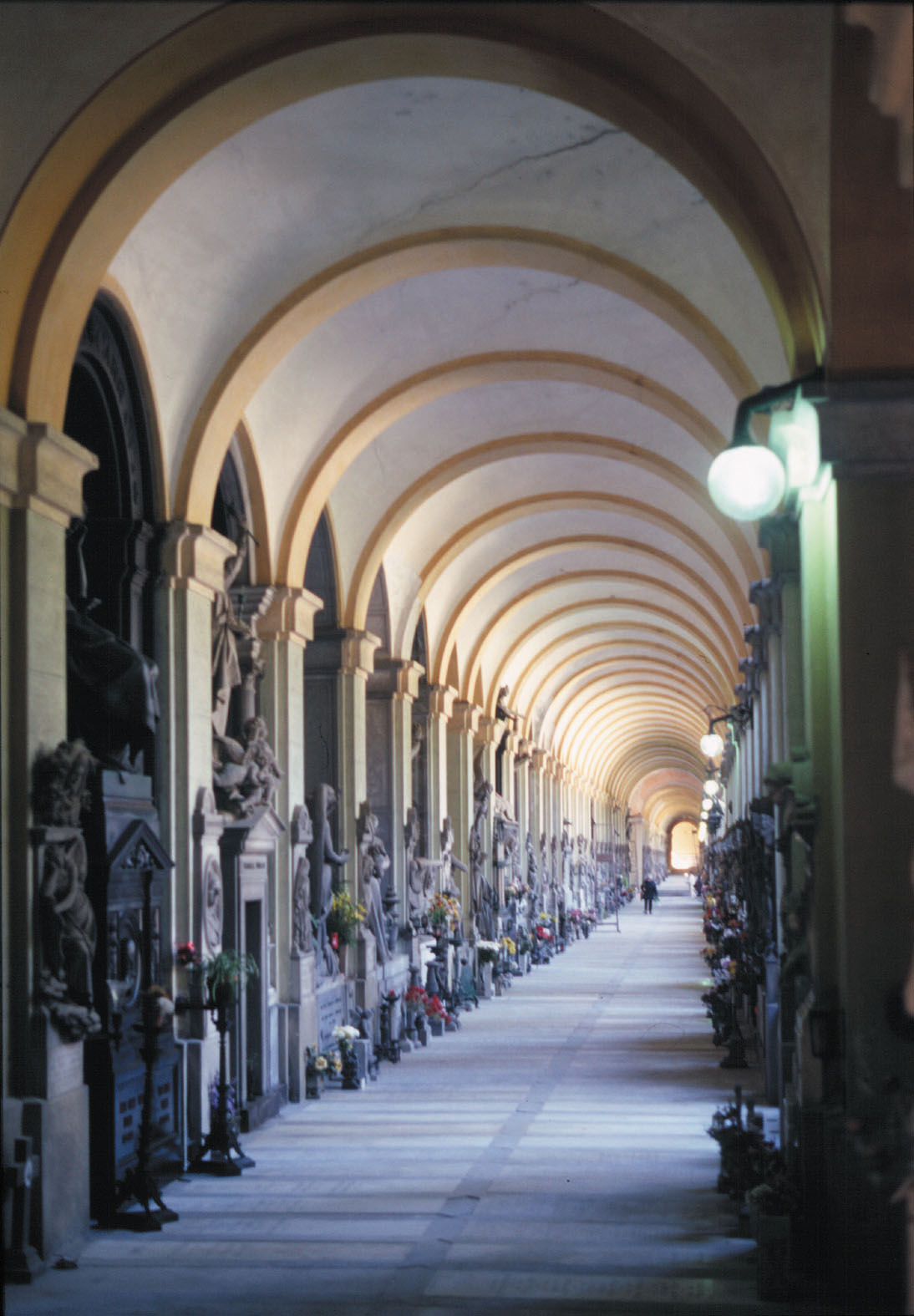
Kolonnade des Friedhofs Staglieno in Genua

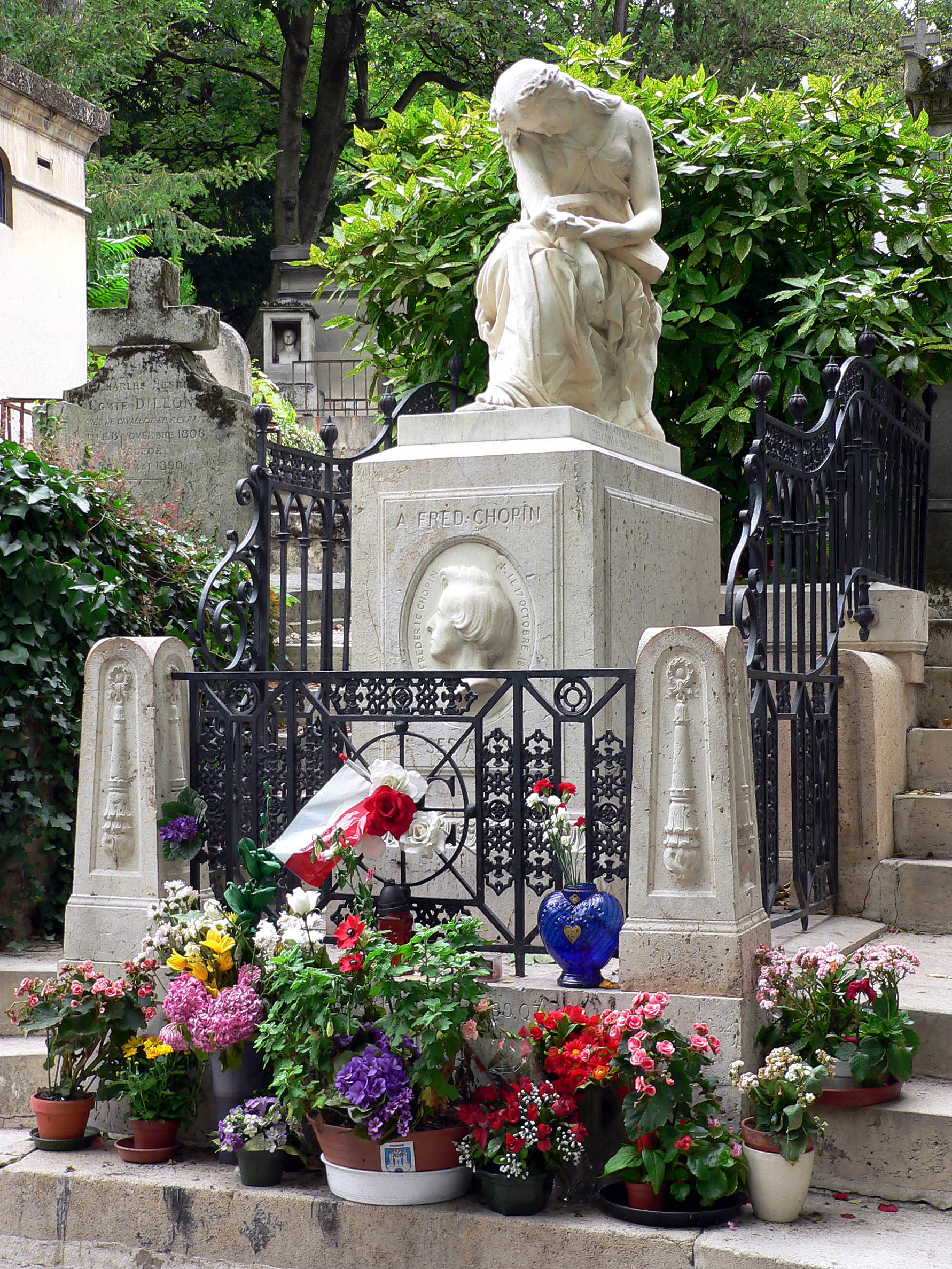
Grabmal Frédéric Chopins auf dem Friedhof Père-Lachaise in Paris

Die Europäische Route der Friedhofskultur ist ein Kulturweg des Europarats, der 2010 vom Europarat zertifiziert wurde. Mit dieser Aktion sind historische Begräbnisplätze erstmals für ein breites Publikum als touristische Attraktionen definiert worden. Träger der Route ist die 2001 gegründete ASCE (Association of Significant Cemeteries in Europe).
Den Initiatoren geht es nicht darum, eine von Kulturtouristen abzufahrende Strecke anzubieten, sondern Interessierte durch die Liste der Friedhöfe darauf hinzuweisen, dass es in der Region oder Stadt, die sie besuchen, einen sehenswerten Friedhof gibt.
Im Juni 2011 zeichnete die Welttourismus-Organisation der Vereinten Nationen (UNWTO) die Europäische Route der Friedhofskultur mit ihrem Ulysses Award aus, einem Preis, der für innovative Projekte im Tourismusbereich bestimmt ist.

## Teilnehmende Friedhöfe
In die Europäische Route der Friedhofskultur sind Friedhöfe in Bosnien-Herzegowina, Dänemark, Deutschland, Estland, Frankreich, Griechenland, Großbritannien, Irland, Italien, Kroatien, Norwegen, Österreich, Polen, Portugal, Rumänien, Russland, Schweden, Serbien, Slowenien und Spanien einbezogen.
Die zertifizierten Friedhöfe liegen in:
- Arenys de Mar
- Athen
- Avilés
- Barcelona, Cementiri de Montjuïc
- Belgrad
- Berlin, Dorotheenstädtischer Friedhof; Friedhof der Märzgefallenen; Friedhöfe vor dem Halleschen Tor; Alter St. Marien und St.-Nikolai-Friedhof; Alter St. Matthäus Friedhof; Alter Zwölf-Apostel-Kirchhof; Südwestkirchhof Stahnsdorf
- Bilbao
- Bologna
- Bukarest
- Cagliari
- Córdoba
- Dublin
- Elche
- Florenz
- Genua, Cimitero monumentale di Staglieno
- Granada
- Hamburg, Ohlsdorfer Friedhof
- Igualada
- Kopenhagen, Assistenzfriedhof
- Krakau
- Lecco
- Ljubljana
- London
- Lugo
- Madrid
- Málaga
- Maribor
- Nowosibirsk
- Oslo
- Paris, Père-Lachaise
- Parma
- Porto
- Potsdam, Protestantischer Friedhof
- Reus
- Rom
- San Sebastian
- Santander
- Sarajewo
- Sitges
- Stockholm
- Tallinn
- Valencia
- Varaždin
- Wien, Wiener Zentralfriedhof
- Zagreb